# وليآباد شيري (مقاطعة دورة)
وليآباد شيري (بالفارسية: ولی‌آباد شیری) هي قرية تقع في قسم تشكن الريفي (مقاطعة دورة) في إيران. يقدر عدد سكانها بـ 226 نسمة بحسب إحصاء 2016.